# Alejandro Borrajo
Alejandro Borrajo (24 de abril de 1980 en Buenos Aires), es un ciclista argentino que compite por el equipo estadounidense Jamis-Sutter Home.
Destacado como un buen velocista, fue dos veces medalla de plata en el Campeonato argentino de ruta. Durante 4 temporadas (2003-2006) compitió en Italia. Los primeros 3 años en el equipo Ceramica Panaria, con quién llegó a disputar el Giro de Italia culminando 3º en la 6ª etapa y la última temporada lo hizo en el equipo Miche.
En 2007 fichó por el equipo continental de Estados Unidos Rite Aid Pro Cycling logrando varias victorias en carreras de categoría nacional como el Tour de Virginia o la Fitchburg Longsjo Classic.
Colavita-Sutter Home fue su nuevo equipo a partir de 2008 donde siguió logrando victorias, siempre en el calendario nacional. Redlands Bicycle Classic, Nature Valley Grand Prix, son algunas de las carreras donde ha conseguido etapas, además de culminar 5º en el calendario nacional estadounidense en 2009.

## Palmarés
2002
- 2.º en el Campeonato Nacional de Contrarreloj Sub-23,
- 2.º en el Campeonato Nacional de Ruta, Sub-23

2005
- 2.º en el Campeonato Nacional de Ruta

2006
- 1.º en los Juegos Sudamericanos, Carrera en ruta

2007
- 2.º en Campeonato Nacional de Ruta
- 3.º en el UCI America Tour

2010
- 1 etapa de Rutas de América
- 1 etapa del Tour do Brasil/Volta do Estado de São Paulo

2012
- 1 etapa del Tour de Gila

## Equipos
- Ceramica Panaria (2003-2005)
  - Ceramica Panaria-Fiordo (2003)
  - Ceramica Panaria-Margres (2004)
  - Ceramica Panaria-Navigare (2005)
- Miche (2006)
- Rite Aid Pro Cycling (2007)
- Jamis-Sutter Home (2008-2012)
  - Colavita-Sutter Home presented by Cooking Light (2008-2009)
  - Jamis-Sutter Home (2010-2012)